# Kolb
Kolb (també Kulb) va ser la capital del districte de Jatatq a l'Airarat, Armènia.
Estava situada a la vora d'un riu que desaigua a l'Araxes per la dreta, a uns 15 km al sud-est de Bagaran i la mateixa distància d'Armavir, situada al nord-est (a l'esquerra del riu Araxes). Va tenir alguna presència històrica durant el període del regne bagràtida de Bagaran i Kolb.